# 多花地宝兰
多花地宝兰（学名：Geodorum recurvum）为兰科地宝兰属下的一个种。